# Sylvia conspicillata

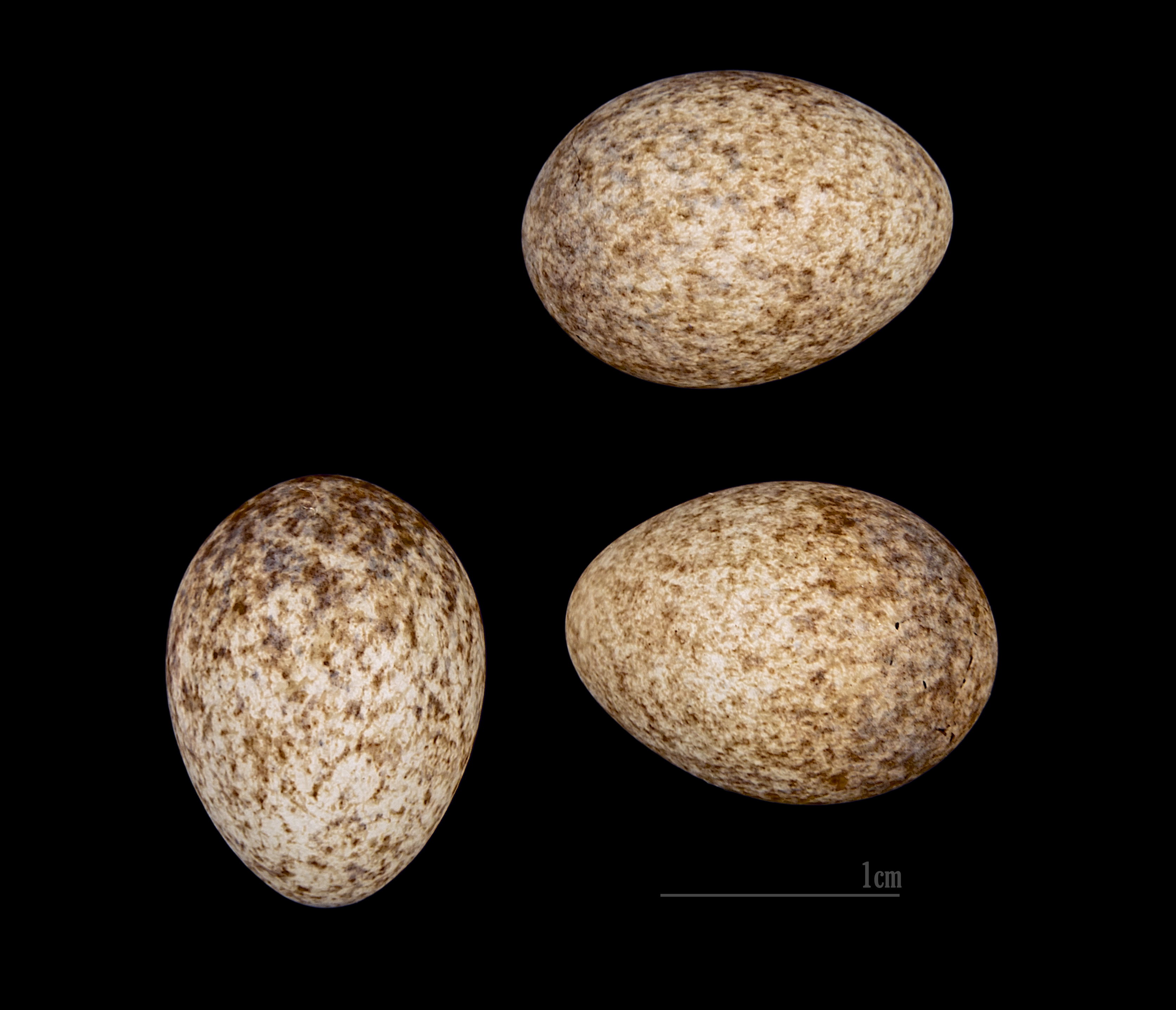
Huevos de Sylvia conspicillata

La curruca tomillera (Sylvia conspicillata) es una especie de ave paseriforme de la familia Sylviidae.

## Descripción
Se describe como una curruca diminuta de unos 13 cm de longitud y de larga cola. El macho adulto presenta manto y cabeza grises, con un inconspicuo anillo ocular blanco; las alas son de color castaño en un tono vivo, la cola negruzca con las plumas exteriores de color blanco; garganta también blanca, y pecho gris clarito con cierto tono rosado que va haciéndose blanco conforme desciende hacia el vientre. Hembra e inmaduro de color más apagado y pardo amarronado. Lo puedes encontrar disecado en varios museos

## Hábitat
Cría en tomillares y otros terrenos secos o áridos de vegetación escasa y dispersa, como salicornia, artemisa, romeros o coscojales, en definitiva matorrales bajos, y generalmente en zonas que se encuentran a menos de 700 m. También se desarrolla en zonas marismeñas, con almajos y otras plantas halófilas, es decir, con matorrales de marisma salobre. Gusta de tener bastante suelo desnudo o muy escasamente cubierto por la vegetación. Anida a escasa altura, en los arbustos típicos de su hábitat.

## Distribución
- Mundial:

Se distribuye por todo el Mediterráneo occidental, localizándose en la península ibérica, sur de Francia, sur de Italia, islas del Mediterráneo, así como en el noroeste africano desde el Sahara occidental hasta Túnez. También se observa en Chipre, Israel y Jordania.
- España:

Se distribuye ampliamente por todo el país (sobre todo hacia el sur donde es más numeroso), muy presentes en Canarias, y escasos en Baleares, aunque sobre todo se ausenta en las regiones más norteñas, por lo que no se encuentra en Galicia, Asturias, Cantabria ni País Vasco.

## Voz
Emite un "churr" castañeante. Su trino es agudo y poco variado.

## Dieta
Es básicamente insectívora, por lo que generalmente se alimenta de insectos, aunque también ingiere arañas, moluscos y algunas semillas.